# All in the Family
All in the Family ist eine populäre US-Sitcom der 1970er Jahre, die im New Yorker Stadtteil Queens spielt. Sie wurde vom 12. Januar 1971 bis zum 16. September 1979 auf CBS gesendet. Ihr Produzent war Norman Lear. Die Sitcom behandelte Themen, die bis dahin – abgesehen von Nachrichten und politischen Magazinen – nicht im Vorabendfernsehen vorgekommen waren, so zum Beispiel Rassismus, Homosexualität, Emanzipation, Vergewaltigung, Brustkrebs und Impotenz. Sie basiert auf der britischen Serie Till Death Us Do Part. Neben M*A*S*H und Mary Tyler Moore gilt All in the Family als eine das US-Fernsehen revolutionierende Comedyserie der 1970er Jahre, die die heutige TV-Landschaft erst mit ermöglichte.
In Deutschland entstand mit Ein Herz und eine Seele von Wolfgang Menge etwa zeitgleich eine sehr erfolgreiche deutsche Adaption der englischen Vorlage so wie auch in Österreich, Ein echter Wiener geht nicht unter; darum wurde All in the Family erst drei Jahre später synchronisiert und gesendet. Einige Folgen von All in the Family wurden ab dem 15. Juni 1974 in Originalfassung als Es bleibt in der Familie auf Sendern der damaligen „Nordkette“ ausgestrahlt: Norddeutscher Rundfunk (NDR), Radio Bremen (RB) und dem Sender Freies Berlin (SFB III).

## Hauptpersonen und Handlung
Die Serie handelt von den Bunkers, einer Familie aus der Arbeiterklasse in Queens, New York City. Archie Bunker (dargestellt von Carroll O’Connor) ist Dockarbeiter. Er ist im mittleren Alter, etwas dick, wenig gebildet, schlecht gelaunt und grob; er hasst erbarmungslos fast jede Minderheit, seien es Schwarze, Mexikaner, Juden, Asiaten oder Katholiken. Selbst Engländer betrachtete er als schwach und homosexuell („English fags“), obwohl er selbst vermutlich englischer Herkunft ist. Er hat im Zweiten Weltkrieg gekämpft (den er immer „the big one“, den Großen, nennt) und schimpft über Franzosen wie Deutsche („frogs“ und „krauts“). Er glaubt jedes vorurteilhafte Klischee, das er je gehört hat. Selbstverständlich unterstützt er den Vietnamkrieg und den damaligen US-Präsidenten, Richard M. Nixon, den er immer fälschlicherweise „Richard E. Nixon“ nennt. Er hasst die Kriegsgegner, alle Linken und auch die Feministinnen, denn er glaubt, dass eine Frau ausschließlich zu Hause und stumm bleiben soll. Deswegen sagt er immer seiner häuslichen und netten, aber etwas simplen und unvorteilhaft gekleideten Ehefrau Edith (Jean Stapleton) „Stifle yourself!“ (ungefähr: „Würg dich ab!“). Seine schöne Tochter Gloria (Sally Struthers) und ihr Ehemann, Michael Stivic (Rob Reiner), wohnen bei Archie und Edith, weil Michael das College besucht. Da Michaels Meinungen meist Archies widersprechen, zanken sie ständig miteinander über Politik, Frauenrecht, den Vietnamkrieg, Minderheiten und zahllose andere Themen. Archie betrachtet Mike als einen wertlosen Drückeberger und Kommunisten („pinko“, rot), der gerne schmarotzt und seine Tochter, sein liebes „little girl“, korrumpiere. Archie nennt Mike immer „Meathead“ („Kloßkopf“) und wegen seiner Herkunft „dummen Polack“ (ein Schimpfwort für Polen). Für Michael ist Archie der Inbegriff jeder schlechten Eigenschaft der amerikanischen Gesellschaft: Archie ist aus seiner Sicht gierig, selbstgerecht, scheinheilig, frömmlerisch, engstirnig und rassistisch. Archie symbolisiert für ihn das Sprichwort aus den 1960er Jahren, „Wenn du kein Teil der Lösung bist, bist du ein Teil des Problems“ („If you're not a part of the solution, you're a part of the problem“).

## Bedeutung
Das Konzept von All in the Family erwies sich als bahnbrechend. Bislang war es undenkbar, solch heikle Themen in einer Sitcom darzustellen, geschweige denn rassistische Schimpfwörter wie „Coloreds“ (Farbige) für Schwarze (dieser Begriff war schon längst überholt), „Hebe“ für Juden, „Greaser“ (Fettige) für Mexikaner und andere zu äußern. Serienproduzent Norman Lear sagte, er habe den Charakter Archies nach seinem eigenen Vater geformt, der sehr engstirnig gewesen sei. Lears Vater hatte seinem Sohn einst gesagt, Norman sei „der faulste Weiße, den ich je gekannt habe“. Lear und Hauptdarsteller Carroll O’Connor waren politisch linksgerichtet, und es war ihre Hoffnung, dass der groteske, lächerliche Archie die Absurdität und Ungerechtigkeit von Vorurteilen, Krieg und Hass zeigen würde.

## Rezeption
In der Doku-Serie „Visible: Out on Television“ auf Apple TV wird die Rolle der Serie im Bezug auf die Sichtbarkeit homosexueller Figuren im Fernsehen behandelt.

## Darsteller
| Rolle          | Schauspieler     |
| -------------- | ---------------- |
| Archie Bunker  | Carroll O’Connor |
| Edith Bunker   | Jean Stapleton   |
| Michael Stivic | Rob Reiner       |
| Gloria Stivic  | Sally Struthers  |
| Frank Lorenzo  | Vincent Gardenia |

## Ableger
Die Serie hat zahlreiche Ableger hervorgebracht.
- Maude 12. September 1972 – 19. April 1978
- Good Times 1. Februar 1974 – 1. August 1979
- The Jeffersons 18. Januar 1975 – 23. Juli 1985
- Hanging In 1979
- Archies Bunker’s Place 1979–1983
- Checking In 1981
- Gloria 1982–1983
- 704 Hauser 1994

## DVD
Die ersten sieben Staffeln sind bereits im Regionalcode 1 erschienen.